# Đèo Khách
Đèo Khách là đèo trên quốc lộ 4A ở vùng đất xã Hùng Việt huyện Tràng Định tỉnh Lạng Sơn, Việt Nam .
Đèo Khách có độ cao cỡ 190 m, dài cỡ 3,5 km.
Đèo Khách là một địa điểm lịch sử thuộc nhóm "Di tích chiến thắng đường số 4". Tại vùng này ngày 16/3/1949, trong Chiến dịch Cao-Bắc-Lạng (3/1949 - 4/1949) quân đội Việt Minh tiêu diệt đồn Bản Trại và đồn Đèo Khách của quân đội Liên hiệp Pháp và tay sai.